# Квартет имени Бородина
Квартет имени Бородина — один из наиболее значительных российских струнных квартетов и также один из старейших непрерывно выступающих камерных ансамблей мира.

## История
Основан в 1944 году в классе камерного ансамбля МГК имени П. И. Чайковского, руководимом М. Н. Тэрианом. Впервые выступил публично 10 октября 1946 года как Квартет Московской филармонии. В 1955 году квартету присвоено имя А. П. Бородина, чьи квартеты заложили основу русской традиции в этом музыкальном жанре.
Наиболее значительной страницей в истории Квартета Бородина остаётся его теснейшее сотрудничество с Дмитрием Шостаковичем: хотя премьерное исполнение квартетов Шостаковича обычно осуществлял Квартет имени Бетховена (за исключением последнего, Пятнадцатого Квартета, который впервые исполнил Ленинградский Квартет имени Танеева). Бородинцы неизменно консультировались с композитором в процессе работы над его музыкой. После смерти композитора Квартет имени Бородина неоднократно выступал в Москве и в гастрольных поездках с циклом всех квартетов Шостаковича. Заслуживает внимания также работа Квартета Бородина над музыкой других крупных русских композиторов середины XX века — Н. Я. Мясковского, В. Я. Шебалина, М. С. Вайнберга, А. Г. Шнитке. Квартет Бородина записал также все квартеты Бетховена и исполнял их в цикле концертов.
Участники Квартета имени Бородина участвовали в записях и концертах с приглашёнными дополнительными музыкантами, исполняя ансамбли для различных составов. Особенно обширен круг исполнявшихся ими фортепианных квинтетов, где партнёрами Квартета Бородина выступали выдающиеся русские и зарубежные пианисты. Наиболее долгое и плодотворное партнёрство связывало Квартет имени Бородина со С. Т. Рихтером.

## Награды и премии
- Государственная премия СССР (1986) — за концертные программы 1982—1983 годов
- Государственная премия РСФСР имени М. И. Глинки (1968) — за концертные программы 1965—1966 и 1966—1967 годов
- Государственная премия Российской Федерации (2002)

## Состав квартета
Первая скрипка:
- Ростислав Дубинский (1945—1976)
- Михаил Копельман (1976—1996)
- Рубен Агаронян (1996—2021)
- Николай Саченко (с 2021 года)

Вторая скрипка:
- Владимир Рабей (1945—1947)
- Нина Баршай (1947—1953)
- Ярослав Александров (1953—1974)
- Андрей Абраменков (1974—2011)
- Сергей Ломовский (с 2011 года)

Альт:
- Рудольф Баршай (1945—1953)
- Дмитрий Шебалин (1953—1996)
- Игорь Найдин (с 1996 года )

Виолончель:
- Валентин Берлинский (1945—2007)
- Владимир Бальшин (с 2007 года)